# دشمة (جنس)
دُشْمَة أو لفحة (الاسم العلمي: Gnomonia)، جنس فطور من فصيلة الدشميات.
يحتوي الجنس على ما يقدر بـ 60 نوعًا بما في ذلك:
- دشمة الشيلك
- دشمة الجوز
- Gnomonia dispora
- Gnomonia fructicola
- Gnomonia iliau
- Gnomonia caryae
- Gnomonia nerviseda
- Gnomonia rubi
- Gnomonia vulgaris

## روابط خارجية
- Gnomonia at فهرس فونغوروم